# 宮脇町 (宮崎市)
宮脇町（みやわきちょう）とは、宮崎県宮崎市内の地名。檍地域自治区に属している。郵便番号は880-0877。

## 地理
宮崎市の中心部、檍地域自治区に属する。宮崎駅大和口（東口）付近に位置する。北を大和町、東を吉村町（宮ノ脇甲・孫堀甲・大町）、南を昭和町・吉村町（宮ノ脇甲、宮ノ前甲）、西を宮崎駅東1-2丁目に囲まれた住宅地・商業地である。

## 地名の由来
当地は吉村町から分離して成立した地区である。隣接する吉村町に「宮ノ脇」という字があり、同地に八幡神社が鎮座する。

## 歴史
- 昭和20年代 - 吉村町・瀬頭町から昭和町が成立。
- 2004年(平成16年)：堀川町・浄土江町・昭和町・宮脇町・大和町・青葉町のそれぞれ一部をもって宮崎駅東1丁目～3丁目が成立。

## 世帯数と人口
2023年（令和5年）9月1日現在の世帯数と人口は以下の通りである。
| 町丁   | 世帯数  | 人口  |
| ------ | ------- | ----- |
| 宮脇町 | 216世帯 | 414人 |

## 小・中学校の学区
市立小・中学校に通う場合、学区は以下の通りとなる。
| 町名   | 小学校           | 中学校           |
| ------ | ---------------- | ---------------- |
| 宮脇町 | 宮崎市立檍小学校 | 宮崎市立檍中学校 |

## 交通

### バス
宮交グループの運営するバスが営業している。

### 道路
- 市道昭和通線

## 施設
コープみやざき 宮脇店